# カンタルーポ・リーグレ
カンタルーポ・リーグレ（伊: Cantalupo Ligure）は、イタリア共和国ピエモンテ州アレッサンドリア県にある、人口約500人の基礎自治体（コムーネ）。

## 地理

### 位置・広がり
| 隣接するコムーネは以下の通り。 - アルベーラ・リーグレ - ボルゲット・ディ・ボルベーラ - デルニーチェ - モンタクート - ロッカフォルテ・リーグレ - ロッケッタ・リーグレ |

### 地震分類
イタリアの地震リスク階級 (it) では、3 に分類される
。

## 行政

### 分離集落
カンタルーポ・リーグレには、以下の分離集落（フラツィオーネ）がある。
- Arborelle, Besante, Borgo Adorno, Campana, Costa Merlassino, Colonne, Merlassino, Pallavicino, Pertuso, Pessinate, Prato, Semega, Strappasese, Zebedassi